# Октябрьское сельское поселение (Бобровский район)
Октябрьское сельское поселение — муниципальное образование Бобровского района Воронежской области России.
Административный центр — посёлок Красный.

## Население
| 2000 | 2005 | 2010 | 2012 | 2013 | 2014 | 2015 | 2016 | 2017 |
| ---- | ---- | ---- | ---- | ---- | ---- | ---- | ---- | ---- |
| 731  | ↗760 | ↘530 | ↘504 | ↘471 | ↘453 | ↘445 | ↗451 | ↗454 |
| 2018 | 2019 | 2020 | 2021 |      |      |      |      |      |
| ↘446 | ↘423 | ↘419 | ↘398 |      |      |      |      |      |

## Административное деление
Состав поселения:
- посёлок Красный
- посёлок Кистенёвка,
- посёлок Морозовка,
- село Новый Буравль,
- посёлок Советский,
- посёлок Филатовка.